# Yungasbriljant
Yungasbriljant (Heliodoxa branickii) är en fågel i familjen kolibrier.

## Utbredning och systematik
Fågeln förekommer i subtropiska och tropiska områden i östra Peru och i nordvästra Bolivia. Den behandlas som monotypisk, det vill säga att den inte delas in i några underarter.

## Status
IUCN kategoriserar arten som livskraftig.